# Yoma (Talmud)
Yoma (en hebreo: יומא) es el quinto tratado del orden Moed ("días festivos") de la Mishná y el Talmud. Se trata principalmente de las leyes relacionadas con la festividad judía de Yom Kipur, en la que los judíos expían los pecados del año anterior. Consta de 8 capítulos y tiene una Guemará en el Talmud de Jerusalén y otra Guemará también en el Talmud de Babilonia.

## Preparativos del sumo sacerdote antes de Iom Kipur
El primer capítulo se refiere a los 7 días antes de Yom Kipur en los que el Cohen Gadol es separado de su esposa y se traslada a una cámara ubicada en el Templo de Jerusalén (Beit Hamikdash), es rociado con agua de la ternera roja y se le enseñan las leyes relacionadas con los sacrificios de Yom Kipur.

## Servicios del día
Los capítulos del segundo al séptimo tratan sobre el orden de los servicios en Yom Kipur, tanto los específicos de Yom Kipur como los relacionados con los sacrificios diarios. Algunos de los temas tratados incluyen los de la lotería empleada para asignar los servicios a los Cohanim, las leyes relativas al sacrificio del chivo expiatorio, y las ofrendas de incienso realizadas por el Sumo Sacerdote, (el Cohen Gadol) en el Dvir del Templo de Jerusalén (el Kodesh Hakodashim).

## Aflicciones en Yom Kippur
El último capítulo trata sobre el arrepentimiento y las 5 aflicciones de la festividad de Yom Kipur, que se aplican en ausencia del Templo de Jerusalén, incluso en los tiempos modernos. Se requieren 5 abstenciones:
- Beber.
- Comer.
- Tener relaciones matrimoniales.
- Ungirse con aceite y lavarse.
- Usar zapatos de cuero.